# Ascelis melaleucae
Ascelis melaleucae är en insektsart som beskrevs av Fuller 1897. Ascelis melaleucae ingår i släktet Ascelis och familjen filtsköldlöss. Inga underarter finns listade i Catalogue of Life.